# 2011年夏季世界大学生运动会朝鲜代表团

朝鲜代表团旗帜

2011年夏季世界大学生运动会朝鲜代表团运动员人数有22人。

## 奖牌榜
| 名次 | 代表团 | 金牌 | 银牌 | 铜牌 | 总数 |
| ---- | ------ | ---- | ---- | ---- | ---- |
| 25   | 朝鲜   | 2    | 2    | 1    | 5    |

## 奖牌获得者

### 金牌
1. 举重-女子58公斤级：吴正爱
2. 田径-女子半程马拉松：卢芸玉

### 银牌
1. 柔道-女子52公斤级：徐荷娜
2. 举重-女子63公斤级：金贤钟

### 铜牌
1. 柔道-女子63公斤级：黄千琴